# Sawyer (Kansas)
Sawyer – miasto w Stanach Zjednoczonych, w stanie Kansas, w hrabstwie Pratt.